# Sphaeralcea caespitosa
Sphaeralcea caespitosa är en malvaväxtart som beskrevs av Marcus Eugene Jones. Sphaeralcea caespitosa ingår i släktet klotmalvor, och familjen malvaväxter. Utöver nominatformen finns också underarten S. c. williamsiae.